# Самарское (Хайбуллинский район)
Сама́рское (баш. Һамар) — село в Хайбуллинском районе Башкортостана. Административный центр Самарского сельсовета.

## География
Село находится на левом берегу реки Таналык.

### Географическое положение
Расстояние до:
- районного центра (Акъяр): 18 км,
- ближайшей ж/д станции (Сара): 76 км.

## Население
| 2002 | 2010 |
| ---- | ---- |
| 906  | ↘877 |

### Национальный состав
Согласно переписи 2002 года, преобладающие национальности — русские (54 %), башкиры (44 %).

## Улицы
| - ул. Бабича, - ул. Бугрянка, - ул. Валиди, - ул. Зелёная, - ул. Куликовка, | - ул. Лесхозная, - ул. Раевка, - ул. Таналык, - ул. Сейфуллиной, - ул. Худайбердина. |

## Известные уроженцы
- Некрасов, Виктор Григорьевич (1923—1997) — советский хозяйственный деятель.